# Torenia blancoi
Torenia blancoi är en tvåhjärtbladig växtart som beskrevs av Merrill. Torenia blancoi ingår i släktet Torenia och familjen Linderniaceae. Inga underarter finns listade i Catalogue of Life.